# Histon

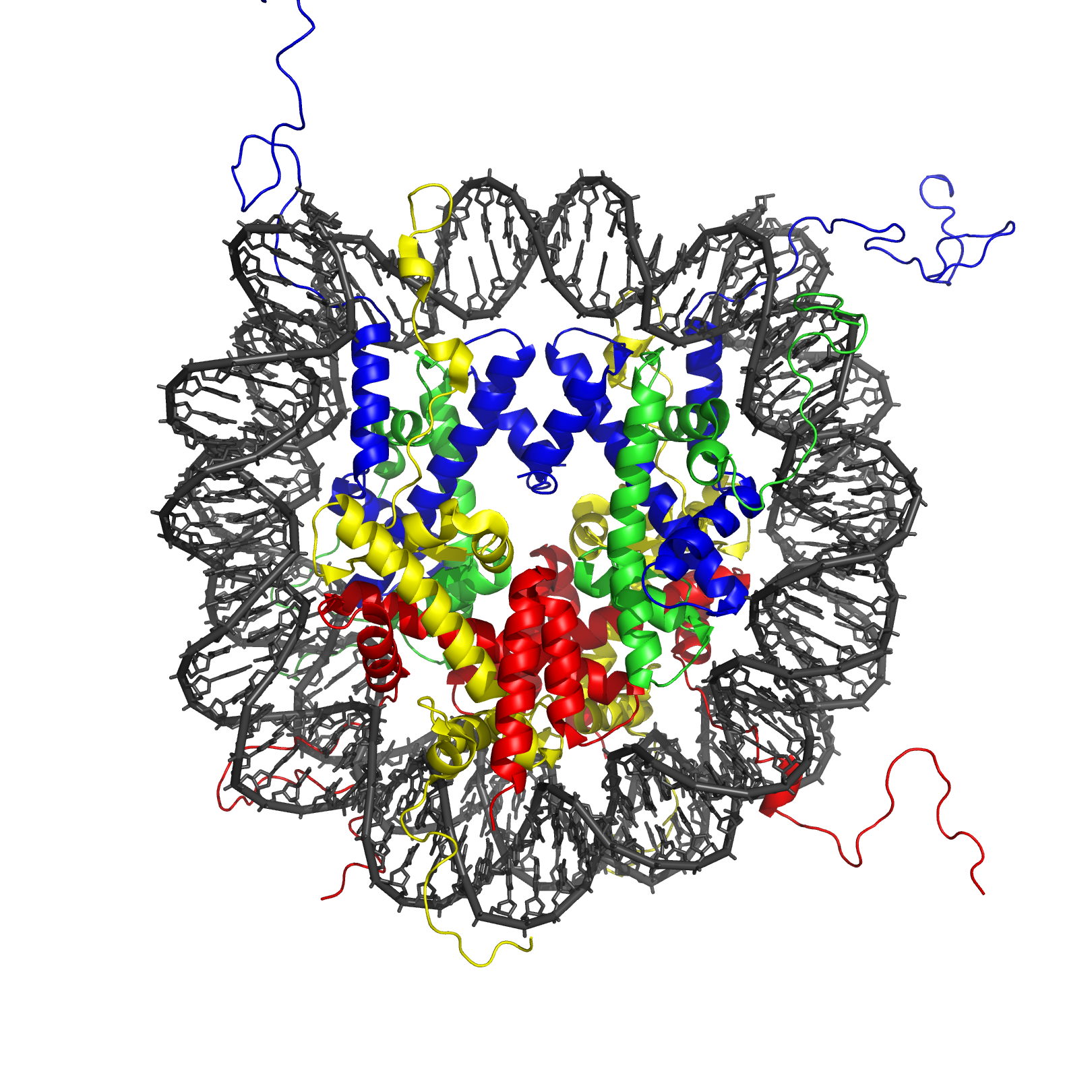
Stavba nukleozomu – uvnitř barevné histony a okolo namotaná šedá DNA

Histony jsou malé bazické nukleoproteiny, které se podílejí na výstavbě nukleozomu, který je základem chromatinu v chromozomech. Nacházejí se zejména v jádře eukaryotních buněk, ale také v archebakteriích, což naznačuje příbuznost těchto dvou skupin. Histony hrají důležitou roli při regulaci genů a replikaci DNA.
Histony jsou ve vodě rozpustné bílkoviny, které se vyznačují vysokým obsahem kladně nabitých aminokyselin (zejména lysinu a argininu), což je možné dokázat kyselou hydrolýzou histonů. Pomocí kladného náboje jmenovaných aminokyselin vytvářejí vratné (reverzibilní) komplexy s DNA.

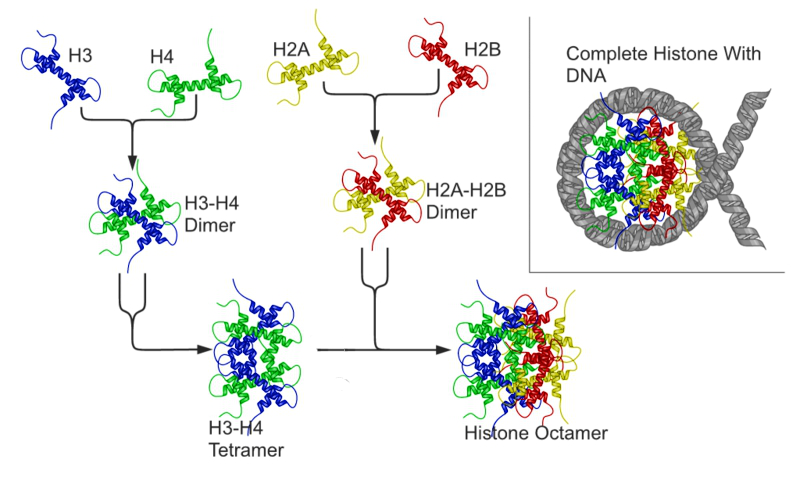
Vznik oktameru histonu a nabalení DNA kolem nich. Toto nabalení je do značné míry výsledkem elektrostatické přitažlivosti mezi kladně nabitými histony a záporně nabitou fosfátovou páteří DNA.

Histony zabraňují zamotání DNA a chrání ji před poškozením. Působí jako cívky, kolem kterých se vine DNA. Tyto strukturní jednotky se nazývají nukleozomy, ty jsou dále zabaleny do 30nanometrových vláken, která pak tvoří těsně zabalený chromatin.
Bez histonů by odvinutá DNA v chromozomech byla velmi dlouhá. Například každá lidská buňka má asi 1,8 metru dlouhou DNA, pokud je zcela roztažena. Při navinutí kolem histonů se však tato délka zmenší na asi 90 mikrometrů chromatinových vláken o průměru 30 nm.

## Typy histonů

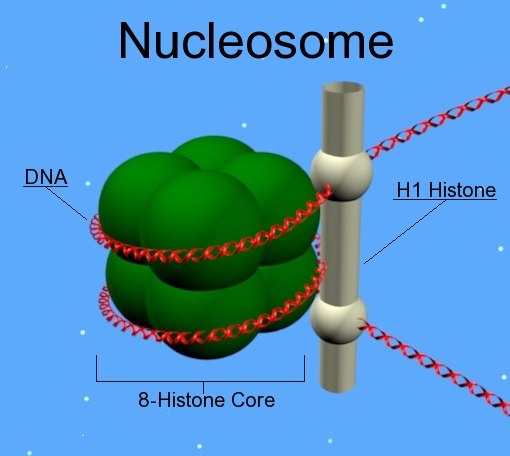
Nukleozom je tvořen oktamerem histonů - dvojic H2A, H2B, H3, H4. Kolem něj jsou ovinuty dva závity řetězce DNA. Z vnější strany je připojen histon H1, který spojuje sousední nukleozom v nukleozomovém řetězci.

Rozlišuje se pět základních typů histonů: H1, H2A, H2B, H3 a H4. Histony H2A, H2B, H3 a H4 tvoří vždy ve dvou kopiích oktamery, kolem nichž se obtáčí dvojšroubovice DNA. Tento útvar se nazývá nukleozom.
Histon H1 je přítomen v menším množství než ostatní histony. Přestože je také vázán na DNA, není součástí samotných nukleozomů, ale propojuje je do solenoidu o poloměru 30 nm.
Histony se podílejí na uspořádání DNA v eukaryotickém chromozomu do vlákna vyššího řádu. Velmi podstatné jsou ale i pro epigenetické regulaci, protože jejich modifikace určuje histonový kód. Ten reguluje genovou expresi a další buněčné pochody.

## Nukleozom
Nukleozom je  tvořen osmi histony (oktamerem), které jsou obtočené částí vlákna DNA o délce 146 párů bází (necelé 2 závity DNA). Jinak řečeno histonový oktamer vytváří proteinovou konstrukci, kolem níž se omotává vlastní genetická informace. Lidská tělní buňka obsahuje asi 30 milionů nukleozomů.

Vznik vláknité struktury chromatinu

Přibližně 60 následujících párů bází tvoří spojku k dalšímu nukleozomu. Jedná se o první ze způsobů, jak zmenšit délku jinak enormně dlouhého řetězce DNA, a to asi na třetinu ve srovnání s nezabaleným stavem.
Nukleozom je základní strukturou chromatinu v jádře eukaryotních buněk. Podobné struktury jako eukaryotické nukleozomy však byly nalezeny i u archebakterií (Archaea).

## Chromatin
Chromatin je tvořen nukleozomy, komplexem DNA a histonovými a nehistonovými proteiny.  Dohromady tyto látky tvoří chromozomy. Chromatin se nachází v jádře eukaryotních buněk a v jaderné oblasti prokaryot.
Struktura tvořená vláknem DNA, které je v pravidelných intervalech obtočené okolo histonů neboli v pravidelných vzdálenostech jsou na vláknu DNA nukleozomy, se nazývá beads-on-string (korálky na niti). Vlákno s nukleozomy se stáčí jako telefonní kabel do smyček zvaných solenoidy. Tyto smyčky jsou tu a tam přichyceny na protein scaffold (proteinové lešení), čímž vytvářejí záhyby. Toto lešení se záhyby DNA se stáčí a vytváří chromozom.

## Chromozom
Chromozom je vláknitá struktura složená z chromatinů, která se nachází v buněčném jádře eukaryot. Chromozomy jsou pozorovatelné světelným mikroskopem především při buněčném dělení.
Chromozom umožňuje rovnoměrné rozdělení genetické informace do dceřiných buněk. Soubor všech chromozomů v jádře se nazývá karyotyp.

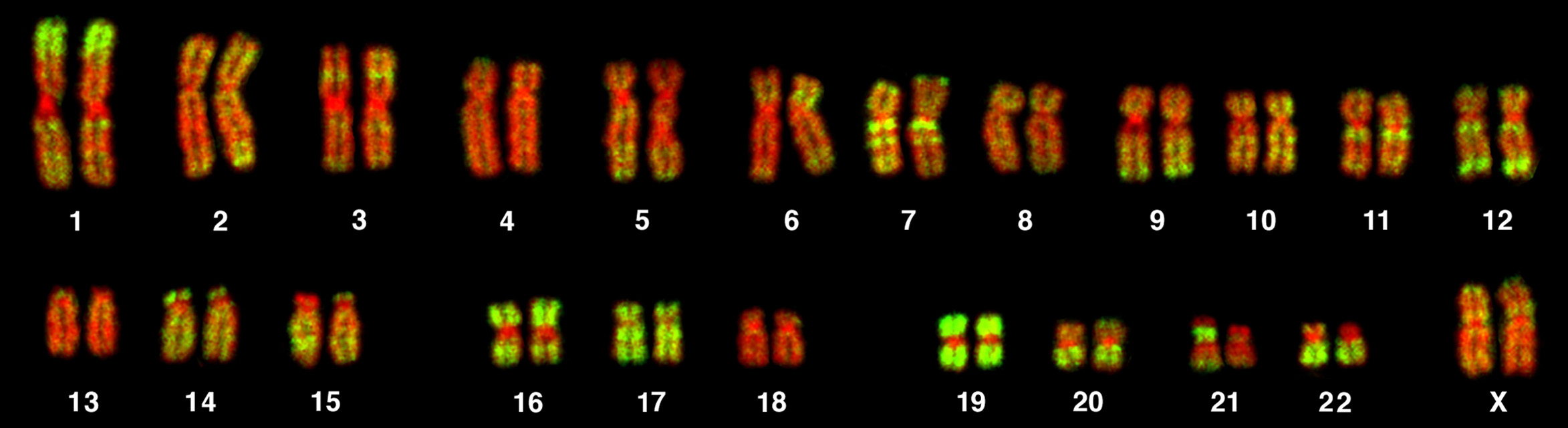
23 dvojic ženských chromozomů (22 dvojic autozomy,1 dvojice gonozomy). DNA je zbarvena červeně.

Člověk má ve svých tělesných buňkách 46 chromozomů ve 23 dvojicích. V každé dvojici pochází vždy jeden chromozom od matky a druhý od otce. 22 párů jsou nepohlavní chromozomy (autozomy) totožné u muže i u ženy. Dva z nich jsou pohlavní chromozomy (gonozomy), které rozhodují o pohlaví daného jedince XX u ženy, XY u muže.